# 阪上忠匡
阪上 忠匡（さかうえ ただまさ、1983年12月15日 - ）は、地方競馬の岐阜県地方競馬組合（笠松競馬場）・南関東公営競馬（川崎競馬場）に所属していた元騎手である。地方競馬教養センター騎手課程第77期生。

## 来歴
2003年3月31日付けで地方競馬騎手免許を取得し、大橋敬永厩舎からデビュー。同年4月2日第1回笠松競馬1日目第4競走サラ系C13組条件戦コンバットコンドルで初騎乗（10頭立て7番人気9着）。同年4月8日第1回笠松競馬5日目第2競走サラ系3歳9組条件戦をウィンロードで優勝（10頭立て6番人気）し、初勝利。
2006年3月20日第20回全日本新人王争覇戦出場（12人中5位）。
2007年1月22日第18回笠松競馬2日目第1競走サラ系C32組条件戦でオグリリージェントに騎乗していたが落馬、負傷。その後の精密検査の結果腰椎横突起骨折、右鎖骨骨折が判明し、入院生活を余儀なくされた。その後4月の第1回笠松競馬から騎乗を再開した。同年5月19日第2回中京競馬1日目第6競走3歳500万下でリックフィオーレに騎乗し、中央競馬初騎乗（18頭立て17番人気12着）。同年11月27日笠松競馬第9競走サラ系B7組条件戦をサンダードルフィンで優勝し、地方競馬通算100勝達成。
2010年5月17日から7月30日まで技術研鑽騎手として南関東公営競馬で期間限定騎乗を行うと発表された。大井競馬での所属は栗田裕光厩舎。
2011年1月22日騎手を引退。引退後は南関東の大井競馬場で栗田裕光厩舎で4年間調教厩務員を行っていた。また将来は調教師を目標としていることを自身のツイッターで明らかにしている。その後川崎競馬場佐々木仁厩舎に移籍し、調教厩務員として勤務。
2018年3月、騎手免許試験に合格したことが地方競馬全国協会から発表され、同年4月1日付で騎手免許が交付された。
2019年4月1日付けで、福島秀夫厩舎に移籍。
2020年1月27日付けで村田六郎厩舎所属となる。
2022年3月31日をもって騎手を引退することになった。3月4日、川崎競馬第2競走のバールベック（10着）が現役最後の騎乗となった。

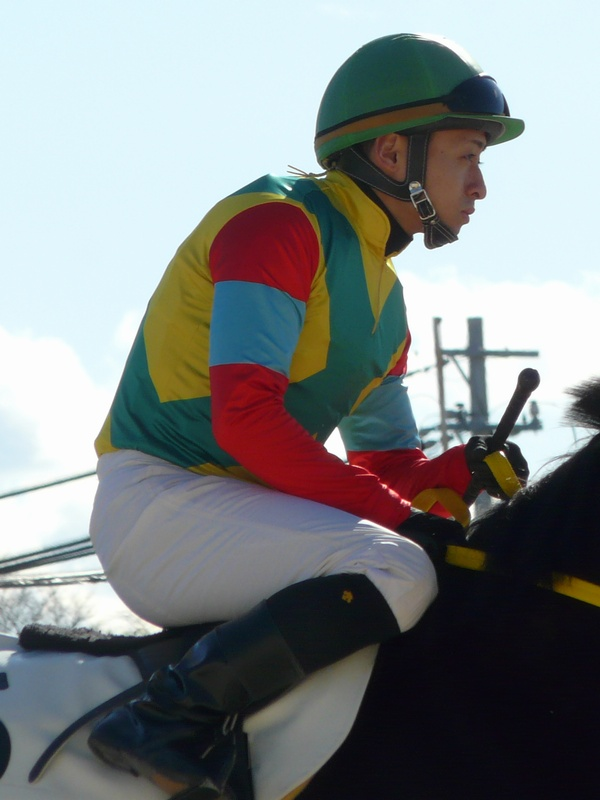
笠松時代の勝負服

## 主な騎乗馬
- カキツバタフェロー（2007年サラ・プリンセス特別）
- ニュースターガール（2008年兼六園ジュニアカップ、サラ・プリンセス特別、ライデンリーダー記念、クイーンカップ【笠松】）
- ケイアイカルディナ（2008年スプリント）
- カキツバタロイヤル（2009年新緑賞、駿蹄賞）